# Ali Jasim
Ali Jasim (arabe : علي جاسم لعيبي التميمي), né le 20 janvier 2004 à Bagdad en Irak, est un footballeur international Irakien qui évolue au poste d'ailier gauche à Côme 1907.

## Biographie

### En club
Né à Bagdad en Irak, Ali Jasim est notamment formé par le Al-Naft SC mais il commence sa carrière au Al-Karkh puis joue pour Al-Shorta SC.
Le 28 décembre 2021, Jasim rejoint le Al-Kahrabaa SC (en).
Le 20 juillet 2023, Ali Jasim rejoint la Turquie pour s'engager en faveur d'Antalyaspor, où il devient le premier joueur irakien à signer pour le club,.
Il quitte Antalyaspor seulement quelques jours après son arrivée pour des raisons personnelles, mettant fin à son contrat d'un commun accord avec le club, et fait son retour dans son pays natal et au Al-Kahrabaa SC (en) le 2 août 2023.

### En sélection
Ali Jasim représente l'équipe d'Iraq des moins de 20 ans. Avec cette sélection il participe à la Coupe d'Asie des moins de 20 ans en 2023. Il se fait remarquer durant ce tournoi en marquant le but de la victoire en quart de finale contre l'Iran (0-1 score final) puis il marque de nouveau contre le Japon en demi-finale, où l'Irak l'emporte après une séance de tirs au but. Les Irakiens s'inclinent finalement en finale contre l'Ouzbékistan (1-0).
Ali Jasim honore sa première sélection avec l'équipe nationale d'Irak le 13 octobre 2023, contre le Qatar. Il est titularisé et son équipe s'incline par un but à zéro.
Il est retenu dans la liste des vingt-six joueurs irakiens sélectionnés par Jesús Casas pour disputer la Coupe d'Asie des nations 2023.